# Ульский, Александр Фёдорович
Ульский, Александр Фёдорович (1837–1868) — русский географ, гидрограф и фотограф, капитан-лейтенант русской армии. В 1861 году Ульский сделал первую известную фотографию города Баку, под названием «Бакинский образ жизни».

## Научная работа
В 1855 году Ульский окончил офицерские классы при Морском кадетском корпусе в Санкт-Петербурге, затем прошёл астрономическую практику под руководством Василия Струве. В 1858–1864 годах участвовал во второй экспедиции по изучению Каспийского моря под начальством капитана 1-го ранга Николая Ивашинцова. Ульский составил первую батиметрическую схему Абшеронского порога и батиметрическую карту Каспийского моря, подробно описал остров Пираллахы. В 1864 году Ульский за свои труды был награждён серебряной медалью Русского географического общества. 

## Фотосъёмка
В 1862 году Ульский снял северо-восточный портал Дворца ширваншахов (оригинальное название — «Северо-восточный портик Ханского дворца»). В 1864 году Ульский сделал несколько панорамных стереофотографий Ичеришехер и Бакинской бухты с движущегося судна. В кадр попали все три минарета Ичеришехер, Девичья башня и несколько судов и лодок на море. Ульский также снял «Закаспийское торговое товарищество» и здание Адмиралтейства на Баилове. Все оригиналы фотографий Ульского, сделанные в Баку, хранятся в Санкт-Петербурге. 